# 字母主义国际
字母主义国际（英語：Letterist International, LI）是存在于1952年至1957年之间的巴黎激进艺术家与文化理论学家团体。字母主义国际由居伊·德波和Gil J. Wolman创建，成员包括由Isidore Isou的字母派团体分裂而出的Jean-Louis Brau和Serge Berna。该组织其后与其他组织一起组成了情境主义国际，运用特定的关键技法与思路进行创作。 